# Михаил (Сабрига)
Владыка Михаил Сабрига (укр.Михайло Йосипович Сабрига) украинский церковный деятель, епископ Тернопольско-Зборовский с 1993 по 2006, Екзарх Тернопольский с 1992 по 1993.

## Биография
Родился 22 ноября 1940 года в селе Бортков Львовской области. Отец бухгалтер мать работала на колхозе. Отец во время немецкой оккупации отказался работать в новой администрации и был отправлен на принудительные работы. В 1963 году вступил в орден Редемптористов. 8 ноября 1971 года принял вечные обеты. 24 февраля иерейская хиротония. Его рукоположил Владимир Стернюк архиепископ и местоблюститель митрополита УГКЦ. 11 октября 1986 года тайно проведена епископская хиротония. С 1990 года представитель архиепископа в Тернополе. С 1992 года экзарх Тернопольский. С 1993 года епископ Тернопольский. С 2000 года епископ Тернопольско-Зборовский (после включения Зборовской епархии в состав Тернопольской). Умер 29 июня 2006 года похоронен в селе Зарваница.